# Kingston (Massachusetts)
Pour les articles homonymes, voir Kingston.
Kinston est une ville du comté de Plymouth, dans le Commonwealth du Massachusetts aux États-Unis. Lors du recensement de 2010, la population de la ville s'élevait à 12 629 habitants.

## Histoire
Les premiers établissements relevant de la Colonie de Plymouth datent de 1620. La ville a été incorporée en 1726.

## Personnalité liée à la commune
- Chris Cooper (1951-), un acteur américain : lieu de résidence,